# Bruce Smeaton
Pour les articles homonymes, voir Smeaton.
Bruce Smeaton est un compositeur australien de musique de films né le 5 mars 1938 à Brighton (Australie).

## Filmographie
- 1973 : Seven Little Australians (feuilleton TV)
- 1974 : Castaway (série télévisée)
- 1974 : Les Voitures qui ont mangé Paris (The Cars that ate Paris) de Peter Weir
- 1975 : Ben Hall (série télévisée)
- 1975 : Pique-nique à Hanging Rock (Picnic at Hanging Rock) de Peter Weir
- 1975 : The Great McCarthy
- 1976 : Tandarra (série télévisée)
- 1976 : The Trespassers
- 1976 : The Devil's Playground de Fred Schepisi
- 1976 : Eliza Fraser
- 1977 : Summerfield de Ken Hannam
- 1978 : Le Chant de Jimmy Blacksmith (The Chant of Jimmie Blacksmith) de Fred Schepisi
- 1978 : Le Cercle de fer (Circle of Iron) de Richard Moore
- 1979 : The Last of the Knucklemen
- 1979 : Patrol Boat (série télévisée)
- 1980 : L'Enfant de la ville (The Earthling) de Peter Collinson
- 1980 : ...Maybe This Time
- 1980 : Le Vent d'Australie ("The Timeless Land") (feuilleton TV)
- 1981 : Grendel Grendel Grendel
- 1981 : A Town Like Alice (en) (feuilleton TV)
- 1982 : Squizzy Taylor
- 1982 : La Vengeance mexicaine (Barbarosa) de Fred Schepisi
- 1982 : 1915 (en) (mini-série)
- 1982 : Monkey Grip
- 1983 : Double Deal de Brian Kavanagh
- 1983 : Undercover
- 1983 : The Coral Island (série télévisée)
- 1984 : Le Châtiment de la pierre magique (The Naked Country) de Tim Burstall (en)
- 1984 : Boy in the Bush (feuilleton TV)
- 1984 : Eureka Stockade (en) (mini-série)
- 1984 : Iceman de Fred Schepisi
- 1984 : Street Hero
- 1985 : Plenty de Fred Schepisi
- 1985 : A Thousand Skies (feuilleton TV)
- 1985 : Eleni de Peter Yates
- 1986 : Tusitala (feuilleton TV)
- 1986 : Departure
- 1988 : Act of Betrayal (TV)
- 1988 : The Alien Years (TV)
- 1988 : Un cri dans la nuit (A Cry in the Dark) de Fred Schepisi
- 1989 : Naked Under Capricorn (mini-série)
- 1990 : The Private War of Lucinda Smith (TV)
- 1990 : ...Almost
- 1997 : The Last of the Ryans (TV)
- 1999 : The Missing